# 三角編号法
三角編号法（さんかくべんごうほう）は中国語の初期のパソコン入力方式。胡立人、張源渭、黄克東により考案され、四角号碼規則を改良したものである。米国王安コンピューターが使用権を獲得し、その中国語システムに採用した。三角編号法が考案される以前は、特注の大鍵盤、字根鍵盤及び電報コードに頼っていたため、利便性の高さから画期的な入力方式であった。別称は三角輸入法。

## 編号方法
三角編号法は99個の主符号と201個の副符号で構成され、それらが01から99までのコードに割り当てられていた（基本符号）。コードは四角号碼を参考にしている（例示「石」は16となり、四角号碼の1を横線、6を方形としている規則に合致）。漢字の三箇所の基本符号を取り6桁のコードに変換している。コード規則は字隅と字形の2種類の規則が存在し、字隅規則がコードの順序を規定し、字形規則が基本符号の選択をそれぞれ規定している。

### 字隅規則
基本的な字隅の順序は左から右、上から下となっており、左上、右上、左下、右下の順番で字隅を取る。
1. 四隅とも異なる基本符号の場合は前の3つを採用する。
2. 3つの基本符号が取れない場合は、末尾を00または00 00として6桁のコードを作成する。
3. 1個の基本符号が相接する両隅を占める場合、両隅を1つとし基本符号は1回のみ利用する。
4. 1個或いは2個の基本符号が間や国のように完全に四隅を占める場合、余ったコードは字中の余った筆形の順序で1つ又は2つの基本符号を取る。
5. 左、上、右の三方が閉じられ下方が開いている基本符号（冂、几、戊）の場合、字中の余った筆形で基本符号を取る。
6. 辶、廴、走の基本符号の場合、文字の左上、左下、右下の三隅は左上と左下の両隅を占めるものと見做す。基本符号が文字の内部に存在する場合は三隅を占めるものと見做す。

### 字形規則
1. 字中で既に使用した基本符号を使用する。
2. 複数の基本符号が使用できる場合、画数の多い基本符号を採用する。同一画数の場合は、コード数値の大きい基本符号を選択する。
3. 画数の基本符号を選択させるため、筆順を無視し分解することができる。
4. カギやハライおよび「口」は分解することができない。
5. 基本符号の「十」と「十」を区別する。「口」「罒」「冂」の上部は「十」。「目」の上部は「十」とする。
6. 文字の上部または下部の字形が左右対称の場合、中間の突出した部分の基本符号は、上部又は下部の両隅を合わせて一隅として基本符号を取る。
7. 字中に数個の基本符号が重複、または交差する場合、一隅或いは隣接する両隅は筆画の中心位置として基本符号を取る。

## 同一コード文字
基本符号一覧の同一コード文字は、最後の00を最前の2桁に改めることで区別する。その他同一コード文字は利用者が選択する。

## 字例
| 德 | 彳 | 十 | 心 |
| 德 | 23 | 40 | 93 |

| 避 | 辶 | 辛 | 尸 |
| 避 | 38 | 08 | 96 |

| 咸 | 戊 | 口 | 一 |
| 咸 | 53 | 60 | 10 |

| 毛 | 壬 | 乚 |    |
| 毛 | 14 | 71 | 00 |

| 輿 | 臼 | 八 | 車 |
| 輿 | 85 | 80 | 52 |

| 門 | 門 |    |    |
| 門 | 79 | 00 | 00 |

| 鬥 | 鬥 |    |    | （同一コード区別） |
| 鬥 | 79 | 00 | 79 | （同一コード区別） |